# Antoniv, Skvîra
Antoniv (în ucraineană Антонів) este o comună în raionul Skvîra, regiunea Kiev, Ucraina, formată numai din satul de reședință.

## Demografie
Componența lingvistică a comunei Antoniv
     Ucraineană (93,22%)
     Alte limbi (1,19%)
Conform recensământului din 2001, majoritatea populației comunei Antoniv era vorbitoare de ucraineană (93,22%), existând în minoritate și vorbitori de armeană (1,07%).